# Jim Willard
James Willard, « Jim » est un joueur de tennis australien né le 22 avril 1893 et mort le 10 juin 1968.
Il a notamment remporté les Internationaux d'Australie en 1924 et 1925, en double mixte (avec Daphne Akhurst). Il est le frère du joueur de tennis Aubrey Willard.

## Palmarès (partiel)

### Titres en simple messieurs
Aucun

### Finales en simple messieurs
|   | Date       | Nom et lieu du tournoi               | Catégorie    | Surface | Vainqueur   | Score         | Tableau |
| - | ---------- | ------------------------------------ | ------------ | ------- | ----------- | ------------- | ------- |
| 1 | 23/01/1926 | Australasian Championships, Adélaïde | Grand Chelem | Gazon   | John Hawkes | 6-1, 6-3, 6-1 | Tableau |

### Titres en double messieurs
Aucune

### Finales en double messieurs
|   | Date       | Nom et lieu du tournoi          | Catégorie    | Surface      | Vainqueurs                   | Partenaire   | Score              | Tableau |
| - | ---------- | ------------------------------- | ------------ | ------------ | ---------------------------- | ------------ | ------------------ | ------- |
| 1 | 21/01/1928 | Australian Championships Sydney | Grand Chelem | Gazon        | Jean Borotra Jacques Brugnon | Edgar Moon   | 6-2, 4-6, 6-4, 6-4 | Tableau |
| 2 | 15/05/1930 | Internationaux de France Paris  | Grand Chelem | Terre battue | Henri Cochet Jacques Brugnon | Harry Hopman | 6-3, 9-7, 6-3      | Tableau |

### Titres en double mixte
|   | Date       | Nom et lieu du tournoi          | Catégorie    | Surface | Partenaire     | Finalistes                              | Score    | Tableau |
| - | ---------- | ------------------------------- | ------------ | ------- | -------------- | --------------------------------------- | -------- | ------- |
| 1 | 24/01/1925 | Australian Championships Sydney | Grand Chelem | Gazon   | Daphne Akhurst | Richard Schlesinger Sylvia Lance Harper | 6-4, 6-4 | Tableau |

### Finales en double mixte
|   | Date       | Nom et lieu du tournoi              | Catégorie    | Surface | Vainqueurs            | Partenaire     | Score    | Tableau |
| - | ---------- | ----------------------------------- | ------------ | ------- | --------------------- | -------------- | -------- | ------- |
| 1 | 23/01/1926 | Australasian Championships Adélaïde | Grand Chelem | Gazon   | Esna Boyd John Hawkes | Daphne Akhurst | 6-2, 6-4 | Tableau |
| 2 | 22/01/1927 | Australian Championships Melbourne  | Grand Chelem | Gazon   | Esna Boyd John Hawkes | Youtha Anthony | 6-1, 6-3 | Tableau |